# Simon de Cramaud
Simon de Cramaud, né près de Rochechouart dans le Limousin et mort le 19 janvier 1423, est un évêque catholique, patriarche latin d'Alexandrie et cardinal durant le Grand Schisme d'Occident.

## Biographie
Fils de Pierre de Cramaud, seigneur de Cramaud, paroisse de Biennac, et de Marthe de Sardene, il est docteur ès lois après 1369.
Le 21 décembre 1380, il est maître des requêtes à la cour de Charles VI.
Il devient évêque d'Agen le 16 juin 1382, puis de Béziers en 1383, puis de Poitiers en 1385. En 1390, il devient patriarche latin d'Alexandrie et en 1391, administrateur du diocèse d'Avignon et de Carcassonne. En 1398, il ouvre l'assemblée du clergé du royaume dans laquelle il plaide pour la soustraction d'obédience. En 1409, il est nommé archevêque-duc de Reims, pair de France, et préside la délégation poitevine au concile de Pise, avec Guy de Malesec.
Il est créé cardinal en 1413, par l'anti pape Jean XXXIII durant le concile de Rome, et est renommé à nouveau évêque de Poitiers où il restera jusqu'à sa mort.
Ses armes sont : d'azur à la bande d'or, accompagnée de six merlettes de même.